# عمر الطالب
عمـر محمد مصطفى الطالب (1932م - 2008م) هو روائي وناقد عراقي من الموصل.

## نشأته ودراسته
ولد في الموصل وتحديدا في محلة عبدو خوب عام 1932م، ولكن رسميا ولادته مسجلة في عام 1931م، والسبب يعود في أن أحد أخواله غير سنة الولادة ليدخله المدرسة مبكرا وثبتت هذه في الجنسية العراقية. وسكن في محلة عبدو خوب إلى سن العاشرة ثم انتقل إلى محلة المكاوي وهما منطقتان شعبيتان ويذكر الطالب أن لهذه الفترة أثر على كتاباته ورواياته. وأنهى في الموصل دراسته الابتدائية والإعدادية وسافر بعدها إلى بغداد، ودخل كلية الحقوق وكلية التربية وكلية التجارة وتخرج فيها جميعاً عام 1954.

## أعماله
كتب الكثير من القصص القصيرة والروايات المسرحية.
نُشر من أعماله على النيت:
- موسوعة أعلام الموصل في القرن العشرين
- إنسان الزمن الجديد رواية
- اثر البيئة في الحكاية الشعبية العراقية

له آراء جريئة سببت له الكثير من المشاكل مع رموز النظام في الوسط الأكاديمي الذي قضى جل وقته فيه كتدريسي في جامعة الموصل في كليتي الآداب والتربية نذكر هنا حوارا له يبين توجهه وجرأته في الحديث:
- عمرالطالب يعري كتاب النظام

ومما يؤيد ذلك مجموعة من المقالات نذكر منها:
- عمر الطالب سقراط الحدباء بقلم الدكتور محمد جلوب فرحان
- عمـر الطالـب كشـف الوجـه الآخـر للمدينـة الصامتـه بقلم أسامة غاندي

ضاعت أكثر كتاباته التي لم يتسن له نشرها لأنها لا تتماشى مع سياسية النظام وقد كتب في ذلك:
- مخطوطات عمر الطالب

## وصلات خارجية
- عمر الطالب على موقع أرشيف الشارخ.
- موقع عمر الطالب